# Dorfkirche Quadendambeck

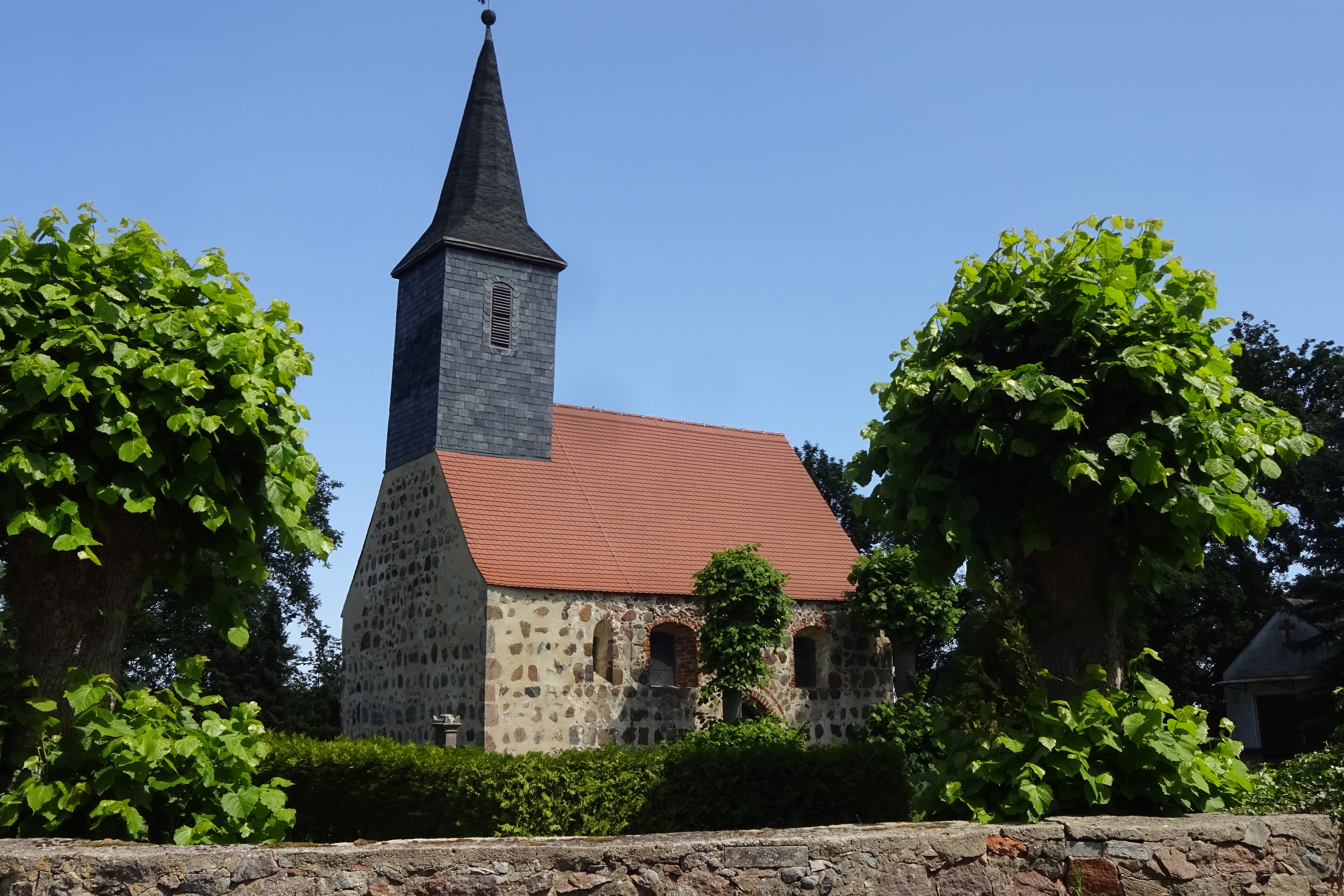
Kirche in Quadendambeck

Die evangelische Dorfkirche Quadendambeck ist eine romanische Saalkirche im Ortsteil Quadendambeck von Apenburg-Winterfeld im Altmarkkreis Salzwedel in Sachsen-Anhalt. Sie gehört zum Pfarrbereich Apenburg im Kirchenkreis Salzwedel der Evangelischen Kirche in Mitteldeutschland.

## Geschichte und Architektur
Die Kirche ist ein kleiner Apsissaal in Feldsteinmauerwerk aus der Mitte des 13. Jahrhunderts mit einem verschieferten Dachreiter im Westen. Sie wurde im Jahr 1551 als Filialkirche von Altensalzwedel erwähnt, mit einem Kirchlein, das 1579 als Kapellchen genannt wurde und einen Kelch, eine Patene, ein Röhrchen und ein Messgewand enthielt. 
Die Kirche steht am Nordwestende des Straßendorfs inmitten eines Friedhofs. Sie ist in lagig versetztem, unregelmäßigem Feldsteinmauerwerk erbaut. Besonders an der Ostseite haben sich umfangreiche Reste des alten Fugennetzputzes erhalten. Die Apsis wird durch ein mittiges Rundbogenfenster erhellt. Im Ostgiebel ist ein kreuzförmiger Lichtschlitz eingelassen. An der Nordseite gibt es im Westen ein kleines stumpf spitzbogiges Lanzettfenster mit Feldsteingewände sowie zwei breite barocke Fenster. Auch an der Südseite ist das westliche Fenster noch im Originalform erhalten, jedoch ist der Abschluss spitzbogig und aus Backstein. In der Mitte der Südseite befindet sich der einzige Zugang, ein abgetrepptes Portal mit seitlichem Gewände in Backstein und einem spitzbogigen Abschluss. Der innere Bogen ist in Feldstein ausgeführt, während der äußere und ein begleitender Bogen in Backstein gemauert sind. Das Portal wird von je einem barocken, breiten, stichbogigen Fenster flankiert. An der Westseite befindet sich keine Öffnung. Das Türblatt mit Holzkastenschloss ist auf das Jahr 1640 datiert.
Der Innenraum wird von einer flachen Balkendecke geschlossen, die Apsis ist mit einer Halbkuppel gewölbt. Der Altarstipes stammt vermutlich noch aus dem Mittelalter.
Die Kirche steht unter Denkmalschutz und ist als Baudenkmal mit der Erfassungsnummer 094 61168 im Denkmalverzeichnis von Sachsen-Anhalt registriert.

## Ausstattung
Als einziges mittelalterliches Ausstattungsstück ist ein zylindrisches, aus Ziegelsteinen gemauertes Taufbecken erhalten; es ist von einer Putzschicht überzogen und hat am Rand eine Farbschicht mit rot abgesetzten überlappenden Halbkreisen bewahrt, die möglicherweise noch aus dem Mittelalter stammt. Es steht in Höhe des Portals, möglicherweise am ursprünglichen Standort.
Bis 1917 waren noch zwei Glocken aus dem 13. Jahrhundert vorhanden, deren Verbleib ungewiss ist; heute dienen zwei Stahlglocken als Geläut.
Ein Abendmahlsgemälde stammt vom ehemaligen Altaraufsatz des 17. Jahrhunderts. Die schlichte hölzerne Kanzel ist aus dem 17. Jahrhundert erhalten. Ein hölzerner Kronleuchter wurde im 19. Jahrhundert geschaffen.